# Принц Оранский (фрегат, 1829)
При́нц Ора́нский — парусный фрегат Российского императорского флота, тип «Спешный». Относился к рангу 44-пушечных фрегатов, хотя на самом деле имел 54 орудия.

## История
Назван в честь принца Оранского (с 1840 года король Нидерландов Вильгельм II), командовавшего нидерландскими войсками в битве при Ватерлоо. Принц был женат на сестре императора Александра I великой княжне Анне Павловне. Заложен 18 октября 1828 года в С.-Петербургском Главном адмиралтействе. Строитель К. А. Глазырин. Спущен на воду 13 июля 1829 года, вошел в состав Балтийского флота. В 1841 году фрегат был переименован в «Король Нидерландский»..

## Основные характеристики
- Водоизмещение = около 1950 тонн[1];
- Длина по верхней палубе = 48,6 м[1];
- Ширина по мидель-шпангоуту = 12,7 м[1];
- Осадка = 3,9 м[1];
- Арт. вооружение = 54 ор[1]. (24-фн — по штату[3]);
- Экипаж = 340/430 человек[1].

## Служба
- В 1829, 1831, 1832, 1834—1837, 1839—1841, 1843, 1846 и 1847 в составе эскадр находился в практических плаваниях в Финском заливе и Балтийском море.
- В 1830 в составе отряда капитана I ранга Ф. П. Литке ходил в практическое плавание с гардемаринами в Атлантический океан до острова Исландия.
- 3 июля 1836 года на Кронштадтском рейде участвовал в торжественной встрече Балтийским флотом ботика Петра I.
- В 1839 году тимберован в Кронштадте.
- В 1850—1853 занимал брандвахтенный пост на Кронштадтском рейде.
- В 1854 включён в состав блокшивного отряда.
- Разобран в 1858 году в Кронштадте[1].

## Командиры
Командирами фрегата «Принц Оранский» в составе Российского императорского флота в разное время служили:
- П. Н. Юрьев (1829—1832 годы);
- Н. Н. Макаров (с 1834 года по июнь 1835 года);
- Я. А. Шихманов (с июня 1835 года по 1836 год);
- Ф. С. Лутковский (1837 год);
- В. Д. Шишмарев (1839—1842 годы);
- А. Т. Александровский (1843 год);
- И. А. Кудрявой (1846—1848 годы);
- С. П. Бочечкаров (1850—1852 годы);
- капитан 1-го ранга А. М. Невельский (до 10 (22) марта 1854 года)[4];
- капитан-лейтенант Н. А. Стеценко (с 10 (22) марта 1854 года)[1].